# UNKLE

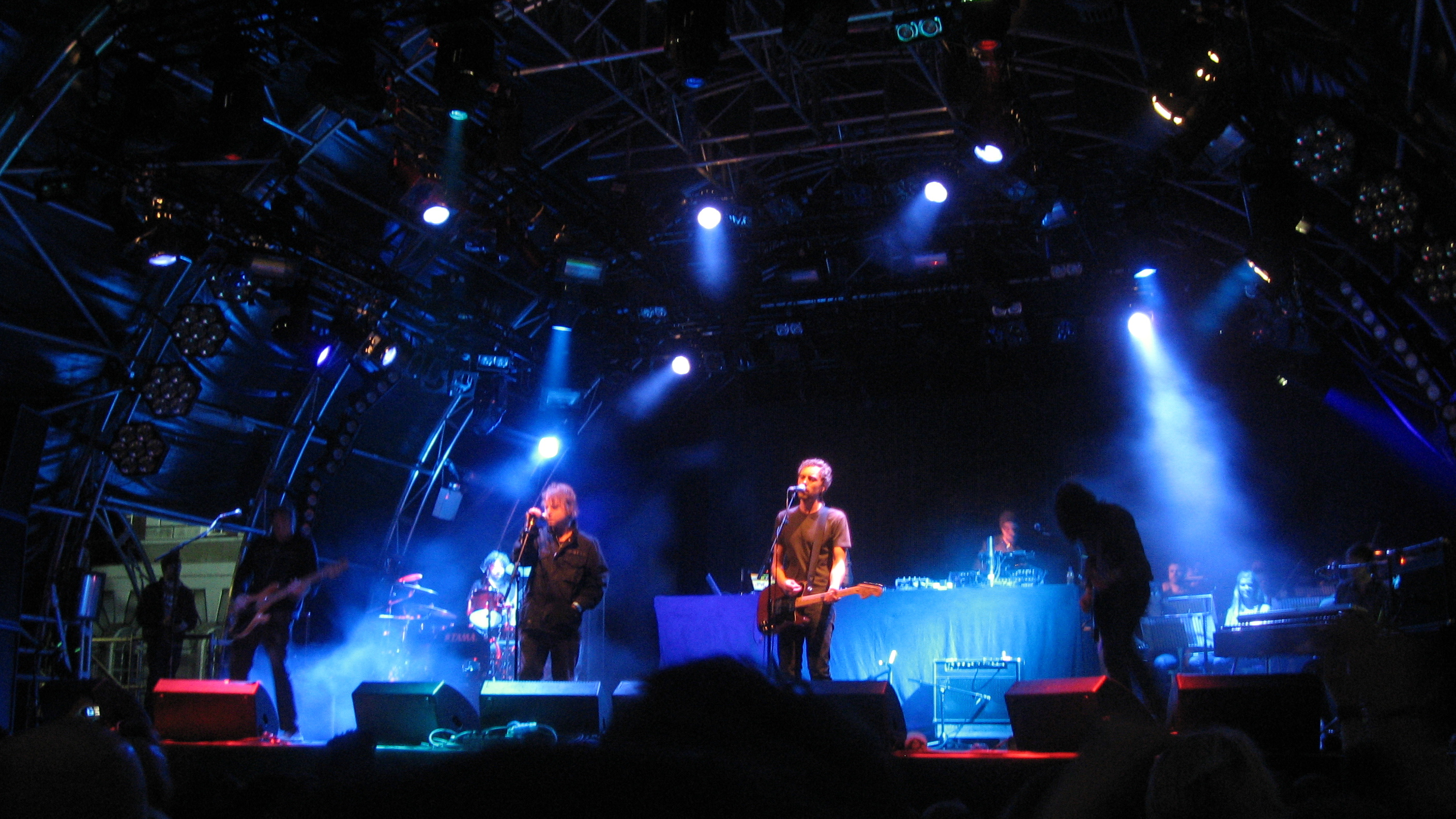
UNKLE tijdens een optreden

UNKLE of U.N.K.L.E. ontstond halverwege de jaren 90 als een muziekproject dat in eerste instantie bestond uit Kudo, Tim Goldsworthy en dj James Lavelle. Kudo en Tim Goldsworthy verlieten later het project en werden vervangen door DJ Shadow. Hun debuutalbum Psyence Fiction kwam na lang wachten uit in 1998 onder James Lavelle's triphoplabel Mo' Wax. Dit album was een samenwerkingsproject met artiesten als Thom Yorke (Radiohead), Richard Ashcroft (The Verve) en Mike D (Beastie Boys) en werd erg goed ontvangen. Na dit album stapte DJ Shadow uit het project: hij werd vervangen door Richard File. In 2003 werd het tweede album Never, Never, Land uitgebracht met samenwerking van onder andere Gary Mounfield (Primal Scream en The Stone Roses), Ian Brown (The Stone Roses), Josh Homme (Kyuss en Queens Of The Stone Age) en Robert Del Naja (Massive Attack). 
Dj James Lavelle heeft hiernaast een aantal mixalbums uitgebracht onder de naam UNKLE.

## Discografie

### Albums
1. Psyence Fiction (1998)
2. Do Androids Dream Of Electric Beats (Dj album) (2002)
3. Never, Never, Land (2003)
4. Never, Never, Land Revisited (2004)
5. Edit Music for a Film: Original Motion Picture Soundtrack Reconstruction (2005)
6. Goal! Original Motion Picture Soundtrack (2005)
7. War Stories (2007)
8. End Titles... Stories for Film (2008)
9. Where Did The Night Fall (2010)
10. The Road, Pt. 1 (2017)
11. The Road: Part II / Lost Highway (2019)
12. Ronin | (2021)

### Singles
1. "Berry Meditation" (1997)
2. "Ape Shall Never Kill Ape" (1998)
3. "Be There" (met Ian Brown) (1999)
4. "Last Orgy 3" (1998)
5. "Rabbit In Your Headlights" (met Thom Yorke) (1998)
6. "Rock On" (1998)
7. "Narco Tourists" (Slam Vs UNKLE) (2001)
8. "Eye For An Eye" (2003)
9. "In A State" (2003)
10. "Reign" (met Ian Brown) (2004)